# Biogeografická oblast
Biogeografické oblasti, též biogeografické říše či biogeografické ekoregiony, jsou rozsáhlé biogeografické celky zemského povrchu.
V rámci jednotlivých oblastí se organismy vyvíjely po dlouhou dobu v relativní izolaci a navzájem byly odděleny geografickými bariérami, jako jsou oceány, pouště nebo vysoká pohoří, které zamezují migraci. Jednotlivé oblasti se tak vyznačují velkým počtem endemických skupin.
Tradičně byly rozlišovány zvláštní oblasti zoogeografické, založené na distribuci živočišné diverzity, a oblasti fytogeografické, založené na distribuci rostlin. Oba systémy však povětšinou vykazovaly značnou podobnost, proto jsou v současné době nahrazovány jednotnými biogeografickými oblastmi, které navíc respektují existenci jiných skupin organismů, než jsou rostliny (Archaeplastida) a živočichové (Metazoa).
Biogeografické oblasti nelze zaměňovat s biomy. Biogeografická oblast zahrnuje škálu rozdílných biomů, které se vyznačují rozdílnými abiotickými podmínkami, přesto však různé biomy v rámci jedné biogeografické oblasti budou pravděpodobně obývat vzájemně příbuzné organismy, avšak přizpůsobené různým podmínkám. Naopak obdobné ekologické niky ve stejném typu biomu v jiné biogeografické oblasti budou patrně obsazeny organismy evolučně vzdálenějšími, avšak vlivem konvergentní evoluce přizpůsobenými na stejné podmínky.
Rozmístění živých organismů ve světových biogeografických oblastech bylo a stále je zásadním způsobem formováno posuny litosférických desek, jejichž pohybem se jednotlivé pevniny vzájemně spojují, či naopak izolují. Biogeografické oblasti rozlišujeme zvlášť v suchozemském a zvlášť v mořském prostředí, kde obdobným způsobem dochází k izolaci konkrétních vodních ploch pomocí nejrůznějších bariér.

## Seznam biogeografických oblastí
Počet a rozsah jednotlivých biogeografických oblasti se u různých autorů liší. V současné době nejužívanější klasifikaci vydal roku 1998 Světový fond na ochranu přírody (WWF). Tento systém rozlišuje 8 suchozemských a 12 mořských biogeografických ekoregionů. Údaje v závorkách odkazují na barvu dané oblasti v přiložené mapě.

### Suchozemské biogeografické oblasti
1. Palearktická oblast (červená)
2. Nearktická oblast (zelená)
3. Afrotropická oblast (modrá)
4. Indomalajská oblast (hnědá)
5. Australonéská oblast (oranžová)
6. Neotropická oblast (fialová)
7. Oceánská oblast (šedá)
8. Antarktická oblast

### Mořské biogeografické oblasti
1. Arktická oblast
2. Jihooceánská oblast
3. Mírná australasijská oblast
4. Mírná jihoafrická oblast
5. Mírná jihoamerická oblast
6. Tropická východopacifická oblast
7. Východoindopacifická oblast
8. Středoindopacifická oblast
9. Západoindopacifická oblast
10. Tropická atlantická oblast
11. Mírná severopacifická oblast
12. Mírná severoatlantická oblast